# Sci alpino ai XVII Giochi olimpici invernali - Supergigante femminile
Tra le competizioni dello sci alpino ai XVII Giochi olimpici invernali di Lillehammer 1994 il supergigante femminile si disputò martedì 15 febbraio sulla pista Olympiabakken di Kvitfjell; la statunitense Diann Roffe vinse la medaglia d'oro, la russa Svetlana Gladyševa quella d'argento e l'italiana Isolde Kostner quella di bronzo.
Detentrice uscente del titolo era l'italiana Deborah Compagnoni, che aveva vinto la gara dei XVI Giochi olimpici invernali di Albertville 1992 disputata sul tracciato di Méribel precedendo la francese Carole Merle (medaglia d'argento) e la tedesca Katja Seizinger (medaglia di bronzo); la campionessa mondiale in carica era la Seizinger, vincitrice a Morioka 1993 davanti all'austriaca Sylvia Eder e alla norvegese Astrid Lødemel.

## Risultati
| Pos. | Pett. | Atleta                | Nazione       | Tempo   | Distacco |
| ---- | ----- | --------------------- | ------------- | ------- | -------- |
| 1    | 1     | Diann Roffe           | Stati Uniti   | 1:22,15 |          |
| 2    | 35    | Svetlana Gladyševa    | Russia        | 1:22,44 | +0,29    |
| 3    | 2     | Isolde Kostner        | Italia        | 1:22,45 | +0,30    |
| 4    | 10    | Pernilla Wiberg       | Svezia        | 1:22,67 | +0,52    |
| 5    | 17    | Morena Gallizio       | Italia        | 1:22,73 | +0,58    |
| 6    | 27    | Katrin Gutensohn      | Germania      | 1:22,84 | +0,60    |
| 7    | 15    | Katja Koren           | Slovenia      | 1:22,96 | +0,81    |
| 8    | 11    | Kerrin Lee-Gartner    | Canada        | 1:22,98 | +0,83    |
| 9    | 4     | Anita Wachter         | Austria       | 1:23,01 | +0,86    |
| 10   | 29    | Shannon Nobis         | Stati Uniti   | 1:23,02 | +0,87    |
| 11   | 12    | Régine Cavagnoud      | Francia       | 1:23,13 | +0,98    |
| 12   | 31    | Kate Pace             | Canada        | 1:23,22 | +1,07    |
| 13   | 25    | Hilary Lindh          | Stati Uniti   | 1:23,38 | +1,23    |
| 14   | 30    | Florence Masnada      | Francia       | 1:23,43 | +1,28    |
| 15   | 6     | Sylvia Eder           | Austria       | 1:23,51 | +1,36    |
| 16   | 16    | Heidi Zeller-Bähler   | Svizzera      | 1:23,53 | +1,38    |
| 17   | 5     | Deborah Compagnoni    | Italia        | 1:23,54 | +1,39    |
| 18   | 14    | Hilde Gerg            | Germania      | 1:23,63 | +1,48    |
| 19   | 9     | Carole Merle          | Francia       | 1:23,72 | +1,57    |
| 20   | 33    | Mélanie Suchet        | Francia       | 1:23,74 | +1,59    |
| 21   | 21    | Varvara Zelenskaja    | Russia        | 1:23,80 | +1,65    |
| 22   | 18    | Marianne Kjørstad     | Norvegia      | 1:23,83 | +1,69    |
| 22   | 19    | Veronika Wallinger    | Austria       | 1:23,83 | +1,69    |
| 24   | 40    | Emi Kawabata          | Giappone      | 1:23,90 | +1,75    |
| 25   | 20    | Michelle McKendry     | Canada        | 1:24,13 | +1,98    |
| 26   | 32    | Urška Hrovat          | Slovenia      | 1:24,49 | +2,34    |
| 27   | 36    | Erika Hansson         | Svezia        | 1:24,50 | +2,35    |
| 27   | 41    | Ainhoa Ibarra         | Spagna        | 1:24,50 | +2,35    |
| 29   | 42    | María José Rienda     | Spagna        | 1:24,65 | +2,50    |
| 30   | 23    | Stefanie Schuster     | Austria       | 1:24,76 | +2,61    |
| 31   | 26    | Michaela Gerg         | Germania      | 1:25,19 | +3,04    |
| 32   | 39    | Jeanette Lunde        | Norvegia      | 1:25,32 | +3,17    |
| 33   | 34    | Lucia Medzihradská    | Slovacchia    | 1:25,57 | +3,42    |
| 34   | 43    | Natal'ja Buga         | Russia        | 1:26,09 | +3,94    |
| 35   | 37    | Caroline Gedde-Dahl   | Norvegia      | 1:26,13 | +3,98    |
| 36   | 47    | Vicky Grau            | Andorra       | 1:26,39 | +4,24    |
| 37   | 46    | Ol'ga Vedjaševa       | Kazakistan    | 1:26,66 | +4,51    |
| 38   | 44    | Mira Golub            | Russia        | 1:27,23 | +5,08    |
| 39   | 56    | Mihaela Fera          | Romania       | 1:28,47 | +6,32    |
| 40   | 45    | Ol'ha Lohinova        | Ucraina       | 1:30,00 | +7,85    |
| 41   | 52    | Szvetlana Keszthelyi  | Ungheria      | 1:30,21 | +8,06    |
| 42   | 55    | Francisca Steverlynck | Argentina     | 1:32,56 | +10,41   |
| 43   | 53    | Dominique Ezquerra    | Argentina     | 1:32,71 | +10,56   |
| 44   | 51    | Gabriela Quijano      | Argentina     | 1:33,45 | +11,30   |
| 45   | 54    | Carola Calello        | Argentina     | 1:35,87 | +13,72   |
| 46   | 57    | Karolina Fotiadou     | Cipro         | 1:43,97 | +21,82   |
|      | 3     | Heidi Zurbriggen      | Svizzera      | DNF     | DNF      |
|      | 7     | Katja Seizinger       | Germania      | DNF     | DNF      |
|      | 8     | Bibiana Perez         | Italia        | DNF     | DNF      |
|      | 13    | Alenka Dovžan         | Slovenia      | DNF     | DNF      |
|      | 22    | Chantal Bournissen    | Svizzera      | DNF     | DNF      |
|      | 24    | Megan Gerety          | Stati Uniti   | DNF     | DNF      |
|      | 28    | Špela Pretnar         | Slovenia      | DNF     | DNF      |
|      | 38    | Birgit Heeb           | Liechtenstein | DNF     | DNF      |
|      | 49    | Ásta Halldórsdóttir   | Islanda       | DNF     | DNF      |
|      | 48    | Caroline Poussier     | Andorra       | DNS     | DNS      |
|      | 50    | Zali Steggall         | Australia     | DNS     | DNS      |

Legenda:

DNF = prova non completata

DNS = non partita

Pos. = posizione

Pett. = pettorale
Ore: 11.00 (UTC+1)

Pista: Olympiabakken

Partenza: 1&020 m s.l.m.

Arrivo: 182 m s.l.m.

Lunghezza: 2 035 m

Dislivello: 838 m

Porte: 34

Tracciatore: Even Hole (Norvegia)